# Lekkoatletyka na Letnich Igrzyskach Olimpijskich 1948 – bieg na 1500 m mężczyzn
Bieg na 1500 metrów mężczyzn był jedną z konkurencji rozgrywanych podczas XIV Letnich Igrzysk Olimpijskich. Biegi zostały rozegrane w dniach 4 - 6 sierpnia 1948 roku na stadionie Empire Stadium w Londynie. Wystartowało 36 zawodników z 22 krajów.

## Rekordy
Tabela uwzględnia rekordy uzyskane przed rozpoczęciem rywalizacji.
|                   | Zawodnik      | Wynik  | Miejsce           | Data            |
| ----------------- | ------------- | ------ | ----------------- | --------------- |
| Rekord świata     | Gunder Hägg   | 3:43,0 | Göteborg Szwecja  | 7 lipca 1944    |
| Rekord olimpijski | Jack Lovelock | 3:47,8 | Berlin III Rzesza | 6 sierpnia 1936 |

## Terminarz
| Data            | Godzina |            |
| --------------- | ------- | ---------- |
| 4 sierpnia 1948 | 16:30   | Eliminacje |
| 6 sierpnia 1948 | 17:00   | Finał      |

## Wyniki
Z każdego z biegów eliminacyjnych trzech najlepszych zawodników awansowało do finału.

### Eliminacje
Bieg 1
| Poz. | Zawodnik         | Reprezentacja     | Czas   | Uwagi |
| ---- | ---------------- | ----------------- | ------ | ----- |
| 1.   | Lennart Strand   | Szwecja           | 3:54,2 | Q     |
| 2.   | Erik Jørgensen   | Dania             | 3:54,2 | Q     |
| 3.   | Don Gehrmann     | Stany Zjednoczone | 3:54,8 | Q     |
| 4.   | Frits de Ruijter | Holandia          | 3:55,2 |       |
| 5.   | Olavi Luoto      | Finlandia         | 3:58,0 |       |
| 6.   | Henri Klein      | Francja           | 3:59,8 |       |
| 7.   | Cahit Önel       | Turcja            | 4:00,0 |       |
| 8.   | John Joe Barry   | Irlandia          | 4:00,5 |       |
| 9.   | Cliff Salmond    | Kanada            | 4:16,2 |       |
| -    | Antero Mongrut   | Peru              | DNF    |       |
| -    | Hans Streuli     | Szwajcaria        | DNS    |       |

Bieg 2
| Poz. | Zawodnik           | Reprezentacja     | Czas   | Uwagi |
| ---- | ------------------ | ----------------- | ------ | ----- |
| 1.   | Wim Slijkhuis      | Holandia          | 3:52,4 | Q     |
| 2.   | Václav Čevona      | Czechosłowacja    | 3:53,0 | Q     |
| 3.   | Denis Johansson    | Finlandia         | 3:54,0 | Q     |
| 4.   | Jack Hutchins      | Kanada            | 3:54,4 |       |
| 5.   | Doug Wilson        | Wielka Brytania   | 3:54,8 |       |
| 6.   | Clem Eischen       | Stany Zjednoczone | 4:00,2 |       |
| 7.   | Vasilios Mavroidis | Grecja            | b.d.   |       |
| 8.   | Juan Adarraga      | Hiszpania         | 4:03,7 |       |
| -    | Wilfred Tull       | Trynidad i Tobago | DNF    |       |
| -    | Bruno Schneider    | Austria           | DNS    |       |
| -    | Adán Torres        | Argentyna         | DNS    |       |

Bieg 3
| Poz. | Zawodnik          | Reprezentacja   | Czas   | Uwagi |
| ---- | ----------------- | --------------- | ------ | ----- |
| 1.   | Henry Eriksson    | Szwecja         | 3:53,8 | Q     |
| 2.   | Bill Nankeville   | Wielka Brytania | 3:55,8 | Q     |
| 3.   | Josy Barthel      | Luksemburg      | 3:56,4 | Q     |
| 4.   | Jean Vernier      | Francja         | 3:57,6 |       |
| 5.   | Melchor Palmeiro  | Argentyna       | 4:01,6 |       |
| 6.   | Óskar Jónsson     | Islandia        | 4:03,2 |       |
| 7.   | Rıza Maksut İşman | Turcja          | b.d.   |       |
| -    | Bill Parnell      | Kanada          | DNF    |       |
| -    | Daniel Poyán      | Hiszpania       | DNS    |       |
| -    | Gaston Reiff      | Belgia          | DNS    |       |

Bieg 4
| Poz. | Zawodnik          | Reprezentacja     | Czas   | Uwagi |
| ---- | ----------------- | ----------------- | ------ | ----- |
| 1.   | Gösta Bergkvist   | Szwecja           | 3:51,8 | Q     |
| 2.   | Marcel Hansenne   | Francja           | 3:52,8 | Q     |
| 3.   | Sándor Garay      | Węgry             | 3:53,0 | Q     |
| 4.   | Roland Sink       | Stany Zjednoczone | 3:53,2 |       |
| 5.   | Kaare Vefling     | Norwegia          | 3:54,6 |       |
| 6.   | Richard Morris    | Wielka Brytania   | 3:55,8 |       |
| 7.   | Ingvard Nielsen   | Dania             | 4:01,7 |       |
| 8.   | Karl-Heinz Hubler | Szwajcaria        | 4:03,0 |       |
| 9.   | Lee Yun-seok      | Korea Południowa  | b.d.   |       |
| -    | Raymond Rosier    | Belgia            | DNS    |       |

### Finał
| Poz. | Zawodnik        | Reprezentacja     | Czas   | Uwagi |
| ---- | --------------- | ----------------- | ------ | ----- |
| 1.   | Henry Eriksson  | Szwecja           | 3:49,8 |       |
| 2.   | Lennart Strand  | Szwecja           | 3:50,4 |       |
| 3.   | Wim Slijkhuis   | Holandia          | 3:50,4 |       |
| 4.   | Václav Čevona   | Czechosłowacja    | 3:51,2 |       |
| 5.   | Gösta Bergkvist | Szwecja           | 3:52,2 |       |
| 6.   | Bill Nankeville | Wielka Brytania   | 3:52,6 |       |
| 7.   | Sándor Garay    | Węgry             | 3:54,4 |       |
| 8.   | Don Gehrmann    | Stany Zjednoczone | 3:54,5 |       |
| 9.   | Erik Jørgensen  | Dania             | 3:56,1 |       |
| 10.  | Josy Barthel    | Luksemburg        | 3:56,9 |       |
| 11.  | Marcel Hansenne | Francja           | 4:02,0 |       |
| 12.  | Denis Johansson | Finlandia         | b.d.   |       |